# Instytut Nauk Społecznych Węgierskiej Socjalistycznej Partii Robotniczej
Instytut Nauk Społecznych Węgierskiej Socjalistycznej Partii Robotniczej (MSZMP KB Társadalomtudományi Intézete) – działająca w latach 1966–1989 placówka naukowo-badawcza Komitetu Centralnego Węgierskiej Socjalistycznej Partii Robotniczej.

## Charakterystyka
Rolą instytutu było przygotowywanie najważniejszych decyzji politycznych kierownictwa kraju. Badania potwierdziły, że Instytut Nauk Społecznych był jedyną komórką Komitetu Centralnego, która idealnie wpisała się w grupę przedsięwzięć reformatorskich epoki Kádára. W ramach Komitetu Centralnego Partii, w instytucie zatrudniono personel naukowy lojalny polityce WSPR. Przez utworzenie INS kierownictwo WSPR próbowało też przełamać monopol Instytutu Badań Socjologicznych Węgierskiej Akademii Nauk, który ówcześnie odgrywał wiodącą rolę w socjologii węgierskiej.

## Dyrektorzy[1]
- 1966–1980 – Sándor Lakos
- 1980–1985 – István Huszár
- 1985–1989 – György Aczél

## Media
Publikowany był kwartalnik pt. „Komunikaty Nauk Społecznych” (Társadalomtudományi Közlemények) (1971-1989).

## Siedziba
Instytut mieścił się przy Benczúr u. 33 (1986-1988). Obecnie budynek zajmuje Węgierskie Centrum Badawcze Językoznawstwa Węgierskiej Akademii Nauk (Nyelvtudományi Kutatóközpont).